# Convenzione di Pretoria
La Convenzione di Pretoria fu il trattato di pace che pose fine alla prima guerra boera (dal 16 dicembre 1880 al 23 marzo 1881) tra i Boeri del Transvaal e la Gran Bretagna. Il trattato fu firmato a Pretoria il 3 agosto 1881, e fu soggetto alla ratifica da parte del Volksraad entro 3 mesi dalla data della firma. Il Volksraad sollevò inizialmente alcune obiezioni a una serie di clausole del trattato, ma alla fine ratificò la versione firmata a Pretoria, dopo che la Gran Bretagna rifiutò ulteriori concessioni o modifiche al trattato.
Il lavoro di preparazione britannico per la Convenzione di Pretoria del 1881 fu svolto a Newcastle.
In base a questo accordo, il Sudafrica riguadagnò l'autogoverno sotto la sovranità nominale britannica.
Questa convenzione è stata sostituita nel 1884 dalla Convenzione di Londra.

## Antefatti
Al momento della battaglia di Majuba, i governi della Sudafrica e della Gran Bretagna erano in contatto, con il presidente Brand dello Stato Libero dell'Orange che fungeva da intermediario.